# Йоав (региональный совет)
Йоав (ивр. יואב‎) — региональный совет в Южном административном округе Израиля, в пустыне Негев.
В региональный совет входят 14 населённых пунктов: 8 кибуцев, 3 мошава, общинное поселение, молодежная деревня и арабская деревня.
Правительственные учреждения расположены на перекрестке Рэим.

## История
Региональный совет Йоав был создан в 1952 году, его площадь составляет около 200 000 дунамов.
Региональный совет был назван в честь Ицхака Дубно (по прозвищу «Йоав»), одного из командиров «Пальмаха», который был убит во время обороны кибуца «Негба» во время Войны за независимость Израиля. В его честь также назвали Операцию «Йоав» и Крепость «Йоав», которая находится на территории регионального совета.
Бывший мэр регионального совета Йоав Рани Трайнин из посёлка Бейт-Нир ушел с поста мэра, чтобы стать вице-председателем исполнительной власти Еврейского агентства Израиля. Его сменила доктор философии Мати Царфати-Харкаби, первая женщина, когда-либо избранная мэром регионального совета Йоав. Она проживает в мошаве Сгула и является известным учёным, специализирующимся на генетике растений. В течение нескольких лет она работала в качестве представителя «Йоав» в комитете «Партнёрство 2000», связывая региональный совет «Йоав» с еврейской общиной долины Лихай, расположенной в Аллентауне, штат Пенсильвания.

## Население
По статистическим данным Центрального статистического бюро Израиля население регионального совета на 2024 год составляет 9 290 человек.

## Список населённых пунктов
Сегодня в региональном совете 8 кибуцев, 3 мошава , молодежная деревня, общинный поселок и арабская деревня.